# Le Charivari
«Le Charivari» («Шаривари») — французская иллюстрированная газета, выходившая с 1832 по 1937 год. Издание получило известность благодаря своим карикатурам.
Издание было основано Шарлем Филипоном и Габриэлем Обером с целью снизить финансовые риски, связанные с цензурными штрафами, которым подвергалась их газета «La Caricature», состоявшая из карикатур и саркастических заметок, содержавших открытую критику правившего режима. Сам Филипон заявил о ней следующее: 

Мы разоблачили всех отступников свободы. Мы привязали их к позорному столбу нашей газеты, безжалостно выставили их на посмешище народу, который они эксплуатируют. Эти люди могут теперь сорвать приколоченные нами к их головам ярлыки, но им не так легко будет стереть постыдные клейма, которыми мы метили их целые пять лет.
 «Le Charivari» была юмористической, но не столь политизированной газетой, тем не менее проблемы с цензурой продолжались. Из-за них владельцы газеты часто менялись.
Со временем содержание нового развлекательного издания также приобрело политизированный характер, объявив о борьбе с Орлеанским правительством, её авторы пошли в атаку на короля. Каскад острых разоблачений, шуток, анекдотов, аллегорий обрушился на буржуазных чиновников. Постоянное место в газете заняла политическая карикатура.
С газетой сотрудничали многие известные французские художники. Среди наиболее примечательных — Оноре Домье, Александр-Габриэль Декан, Ашиль Девериа, Гюстав Доре, Поль Гаварни и другие. Сам Шарль Филипон проработал в этом издании до 1838 года, после чего покинул его.
Газета стала прообразом для другого знаменитого развлекательного издания — английского «Панч». Некоторое время он даже носил такое же название.

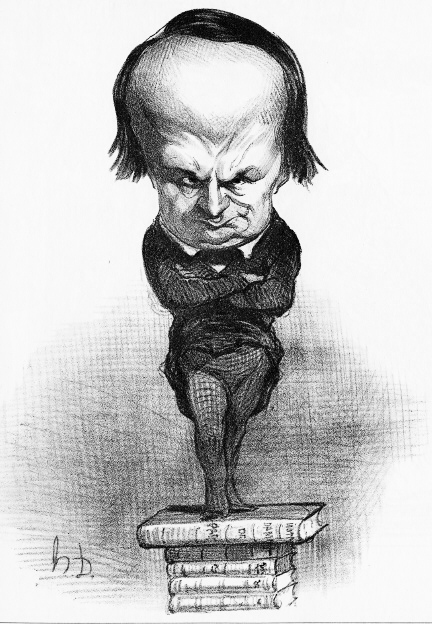
Литография Оноре Домье, изображающая Виктора Гюго
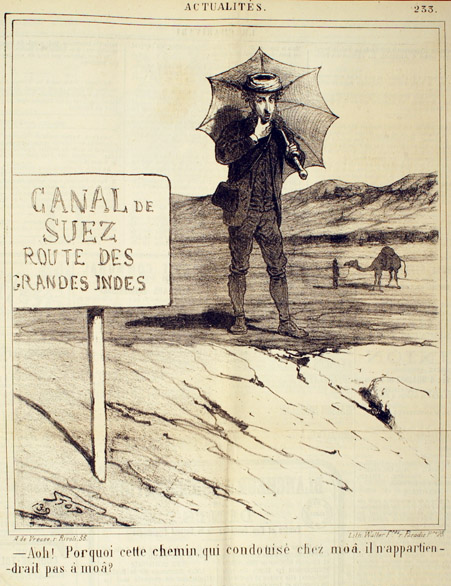
Литография Луи Морель-Ретца
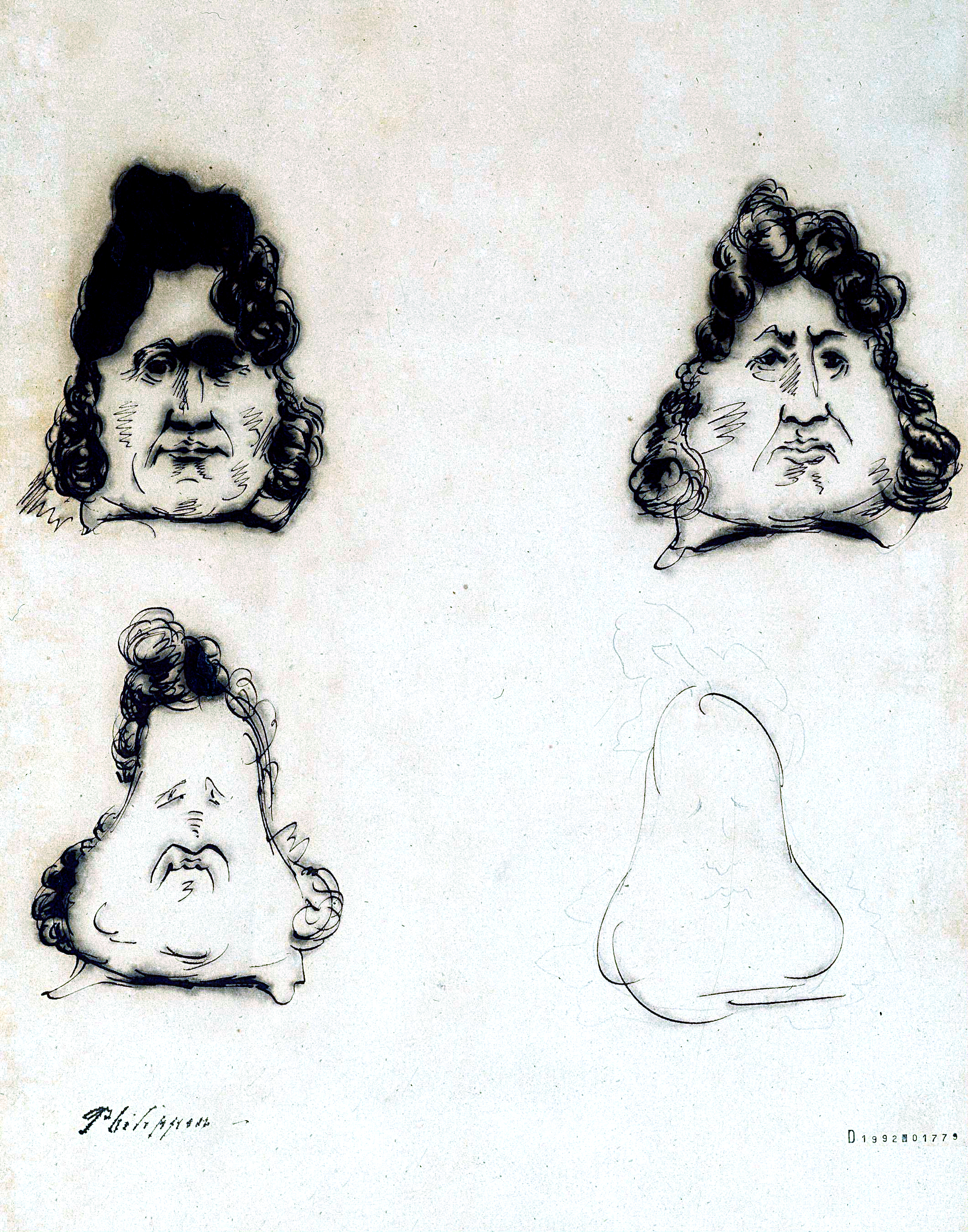
Карикатура на Луи-Филиппа
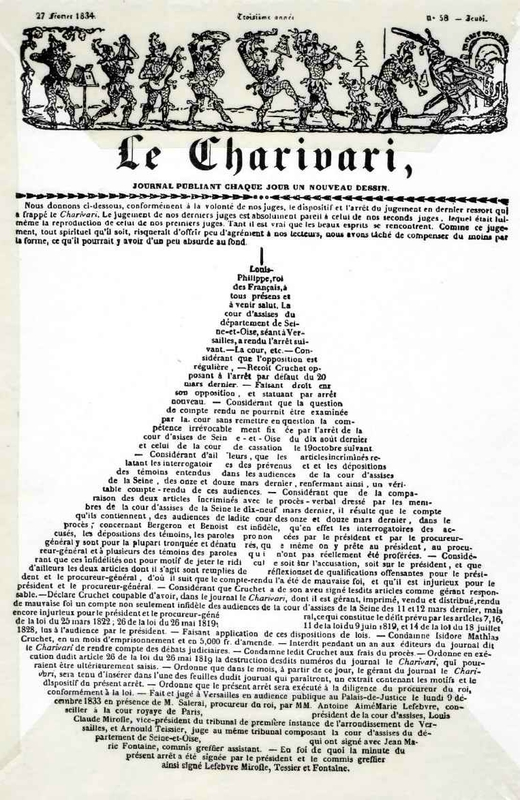
Суд приговорил редактора «Шаривари» Крюше к месяцу тюрьмы и 5 000 франков штрафа. Филипон напечатал это решение суда на первой странице «Шаривари» (27 февраля 1834 г.), придав тексту форму груши
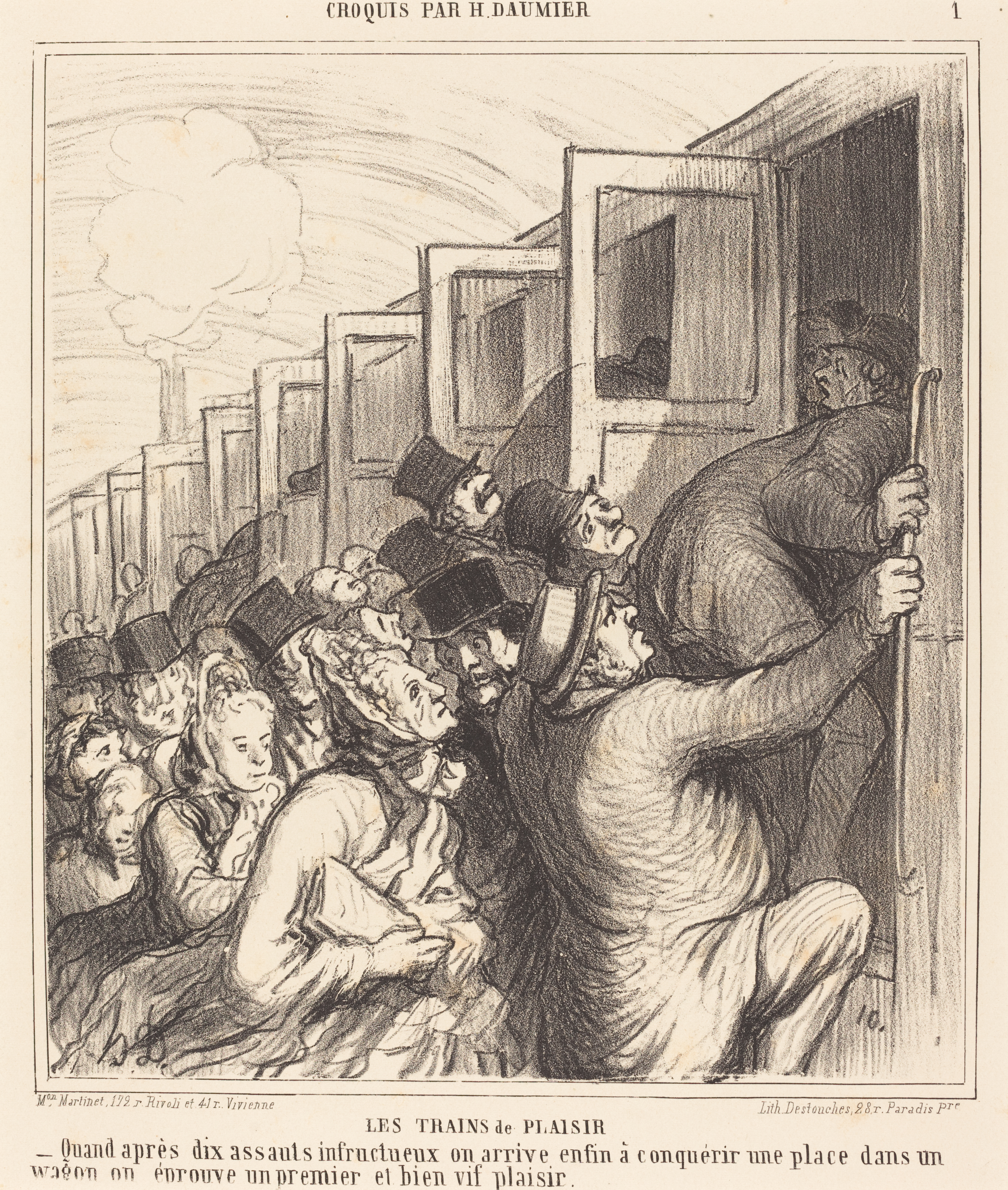
Литография Оноре Домье